# Abdelmajid Dolmy
Abdelmajid Dolmy (en arabe : عبد المجيد الظلمي), né le 20 août 1953 à Casablanca au Maroc à Casablanca,, est un footballeur international marocain qui évoluait au poste de libéro puis milieu de terrain au Raja Club Athletic et à l'équipe nationale marocaine. Il est considéré comme l'un des meilleurs joueurs de l'histoire du football marocain et africain.
Il commence le football dans sa ville natale de Casablanca et intègre le centre de formation de l'Oasis en 1969 à l'âge de 16 ans. Deux ans après, il rejoint l'équipe première où il fait quelques apparitions avant de s'imposer comme un élément indispensable du dispositif Rajaoui à partir de 1973. Il remporte la Coupe du trône en 1974, 1977, 1982 et passe près du titre du championnat à plusieurs reprises. En 1987, il est l'objet du transfert le plus cher de l'histoire du championnat à cette époque lorsqu'il est transféré à l'Olympique de Casablanca. En 1990, il fait son grand retour au Raja à 37 ans pour une saison.
Avec les Lions de l'Atlas, il est sélectionné en 1971 avec l'équipe nationale junior. En 1973, il est appelé en équipe nationale pour un match amical contre le Sénégal, mais ne joue aucune minute. Le 23 février 1975, il dispute son premier match sous la houlette de Gheorghe Mărdărescu, contre la Libye au titre des éliminatoires pour les Jeux olympiques de Montréal (victoire 2-1).
Après avoir remporté la Coupe d'Afrique des nations 1976 en Éthiopie où il joue tous les matchs et la médaille d'or des Jeux méditerranéens 1983, Dolmy dispute la CAN en 1978 (phase de groupes), 1986 (4e place) et 1988 (4e place), et prend sa retraite internationale après cette dernière. Il est la pierre angulaire de l'illustre formation qui atteint les huitièmes de finale de la Coupe du monde de football 1986 avant d'être éliminé in extremis face à l'Allemagne de l'Ouest. De Dolmy, on gardera l’image de cet excellent no 6 qui, lors du match Maroc - Angleterre (0-0) a marqué les esprits et a été noté 9/10 par le journal L’Équipe.
En 1991, Dolmy raccroche les crampons à l'âge de 38 ans après une carrière prolifique de plus de 850 rencontres. Le 15 octobre 1992, l'UNESCO lui décerne le “prix du fair-play”, pour récompenser un “joueur dont la moralité et la courtoisie exemplaires le font unanimement considérer par ses partenaires ou adversaires comme un ambassadeur de football”.
Il est le joueur le plus capé de l'histoire du Raja CA avec 688 matchs, club où il a été jusqu'à son décès en 2017, un des conseillers techniques.

## Biographie

### Carrière en club

#### Jeunesse et formation
Abdelmajid Dolmy voit le jour le 20 août 1953 dans le quartier populaire de Derb Fokara, en plein cœur de la capitale économique du Royaume chérifien, Casablanca. Il commence à pratiquer le football en tant qu'attaquant dans le terrain du «Chili», terrain mitoyen du quartier de l’Hermitage. En 1969, ses prestations ne laissaient personne indifférent jusqu’au jour où Mohamed Rahimi alias ''Youâari'', chargé du matériel et du Raja Club Athletic et Mustapha Choukri alias ''Petchou'' illustre joueurs des Verts et des Lions de l'Atlas, le découvrirent. Quelques jours après, Dolmy signe son premier contrat avec le Raja à l'âge de 16 ans,.

#### Débuts (1971-1973)
Il est convoqué en équipe première pour la première fois durant la saison 1971-1972 pour un match de championnat contre le Raja de Béni Mellal. Il fait sa première apparition lors du championnat de la saison suivante contre le Hassania d'Agadir en entrant en seconde mi-temps au poste de libéro.
Il est titularisé pour la première fois par l'entraîneur espagnol Francisco Ruiz Paco contre le Maghreb de Fès au Stade Mohamed V. Le Raja achève la saison en troisième position.

#### Légende du Raja (1973-1987)
Ses prestations lui assurent une place de titulaire dans le dispositif de Mohamed Tibari malgré son jeune âge, aux côtés de grands noms tels que Mustapha Choukri, Houmane Jarir ou Saïd Ghandi.
Il inscrit son premier but contre le Tihad Athletic Sport au titre du championnat 1973-1974 que le Raja termine en deuxième position derrière le Raja de Béni Mellal.
Le 28 juillet 1974 au Stade Mohammed V, se joue la finale de la Coupe du Trône 1974 qui oppose les vainqueurs des demi-finales, le Raja qui avait battu le Wydad AC aux tirs au but, contre le Maghreb de Fès qui avait éliminé le Mouloudia d'Oujda. Grâce à un but de Mohamed El Arabi dans les cages d'un certain Hamid Hazzaz, les Verts s'adjugent le titre. Dolmy fait donc partie de cette génération qui a levé le premier trophée de l'histoire du club.
Le 17 juillet 1977, le Raja se déplace à Rabat où il rencontre le Difaâ d'El Jadida au Stade du FUS au titre de la finale de la Coupe du Trône 1977. Les Verts remportent le match sur le score de 1-0 grâce à un penalty de Abdellatif Beggar pour s'adjuger la compétition pour la seconde fois.
En 1978, lors d'un Derby opposant le Raja au Wydad au Stade Père Jégo, le gardien des Verts Najib Mokhles est expulsé à la suite d'un contact très controversé avec Mustapha Chahid alors que le score affiche un nul 1-1 à la 83e minute. À la surprise générale, Dolmy se porte volontaire pour le remplacer dans les cages. Un des joueurs du Wydad essaie de lui refiler un maillot rouge, un geste que le joueur du Raja M'hamed Fakhir voit comme une humiliation. Les coéquipiers de Dolmy ne voulant plus poursuivre le match, ce dernier est arrêté et le penalty sifflé avant le carton rouge, n'est pas tiré. Quelques jours après, la FRMF déclare le Wydad vainqueur sur le score de 1-0, mettant ainsi fin à une série d'invincibilité conservé par le Raja durant 11 rencontres depuis 1973, record absolu du Derby,.
En 1980-1981, le Raja finit troisième du championnat, puis cinquième en 1981-1982, toutefois, l'équipe ne sort pas les mains vides cette saison,. Le 14 mars 1982 au Stade Roches noires à Casablanca, se joue la finale de la Coupe du Trône opposant le Raja et la Renaissance de Kénitra. Et comme en 1977, c'est Abdellatif Beggar qui marqua le seul but de la rencontre sur penalty, et offrit au Raja son troisième titre de la compétition.
Cette saison sera aussi témoin de la première apparition de Dolmy avec le Raja sur la scène africaine, plus précisément en Coupe d'Afrique des vainqueurs de coupe, en s'opposant lors du premier tour aux Sénégalais de l'AS Police, les verts s'inclinent au Sénégal (1-0), et ne parviennent pas à rattraper ce retard au match retour à Casablanca qui se s'achève sur un score nul (0-0). Ainsi, le Raja CA, équipe encore inexpérimentée en compétitions continentales, est éliminé au premier tour. 
En 1982-1983, le Raja finit encore cinquième du championnat, et atteint pour la deuxième fois consécutive la finale de la coupe du trône, cette fois face à l'Olympique de Casablanca. La finale se déroule le 21 août 1983 au Stade Mohamed V, le Raja perd le titre cette fois-ci aux tirs au but (4-5), après que le match s'est soldé sur match nul (1-1).
Le Raja termine vice-champion lors du championnat 1985-1986, derrière son rival du Wydad, qui le devance de 2 points lors de le dernière journée. En revanche, Il est éliminé en coupe par les Far de Rabat aux huitièmes de finale (2-0). La saison 1986-1987 s'achève pour les Rajaouis par une cinquième position aux plays-off après avoir finis troisièmes de leur groupe.

#### Transfert à l'Olympique (1987-1990)
À l'été 1987, Abdelmajid Dolmy est transféré à l'Olympique de Casablanca. Fouad Filali, président du COC à l’époque, président de l’ONA également, a dû débourser la somme de 400 000 dirhams, transfert record de l'époque.

#### Retour au Raja et fin de carrière (1990-1991)
En juin 1990, il est annoncé que Abdelmajid Dolmy fait son retour au sein du Raja Club Athletic. Ce retour est vivement acclamé par les supporters qui voient l'un des meilleurs joueurs de l'histoire du club refiler le maillot vert et blanc à nouveau.
Au titre du championnat 1990-1991 contre l'Union sportive de Sidi Kacem au Stade Mohamed V, il marque le premier but de la rencontre sur penalty avant que le Ghanéen Koffi n'inscrit un doublé, victoire 3-0. Ça sera le dernier but de sa carrière. Cependant, l'équipe réalise une saison en demi-teinte et finit neuvième du championnat, et sort des quarts de finale de la coupe du trône par le Kénitra Athlétic Club.
À l'été 1991, après une carrière prolifique affichant près de 750 rencontres qui s'étalent sur 20 saisons professionnelles, Abdelmajid Dolmy raccroche les crampons à l'âge de 38 ans.

### Carrière internationale
En 1971, il est sélectionné pour la première fois en équipe nationale junior où il joue jusqu'en 1973. Il est appelé en équipe nationale seniors pour un match amical contre le Sénégal le 17 février 1973, mais suit la rencontre des tribunes du Stade Hassan-II et ne joue aucune minute.
Il dispute son premier match avec les Lions de l'Atlas sous la houlette de Gheorghe Mărdărescu, le 23 février 1975 contre la Libye au titre des éliminatoires pour les Jeux olympiques de Montréal 1976 (victoire 2-1).
La sélection marocaine se déplace en Éthiopie pour sa seconde participation en Coupe d'Afrique des nations. Lors de cette édition, la confédération africaine de football applique une nouvelle formule qui qualifient les deux premières équipes des groupes A et B pour la poule finale. Le Maroc débutent alors la compétition le 1er mars et décrochant un nul face au Soudan, avant de triompher face au Zaïre grâce à une réalisation de Abdelâali Zahraoui à la 80e minute permettant aux Marocains d'empocher deux points en plus. Vient ensuite le match décisif contre le Nigeria, leader du groupe. Mené au score dès la cinquième minute, les Marocains parviennent à renverser le score et à remporter le match 3-1. Grâce à cette victoire, le Maroc finit se qualifient pour la poule finale suivi du Nigeria. Abdelmajid Dolmy s'impose comme un élément indispensable au sein du dispositif de Mărdărescu en disputant tous les matchs.
En phase finale, le Maroc triomphe pour son premier match de l’Égypte, alors double champion d'Afrique, grâce à un but tardif de Abdelâali Zahraoui (2-1). En second tour, les Marocains croisent le fer une seconde fois avec les Nigériens. Dans cette rencontre comme celle du premier tour, c'est le Nigeria qui ouvre le score avant que Ahmed Faras et Redouane Guezzar n'inscrivent deux buts. Pratiquement champion avec 4 points, le Maroc joue son ultime match décisif le 14 mars 1976 face à la Guinée qui dispose de 3 points, et qui doit gagner pour remporter le titre. Mais la finale tournera rapidement à l'avantage des Guinéens qui marquent le premier but à la 33e minute, avant que Ahmed Makrouh n'égalisent d'un tir lointain à la 86e minute, offrant donc aux Lions de l'Atlas leur premier sacre continental.
La sélection marocaine ne se qualifie ni pour la CAN 1982, ni pour celle de 1984. Abdelmajid Dolmy participe à la CAN 1986, où les marocains finissent à la quatrième place, battus par la Côte d’Ivoire sur le score de 3-2. Après une première participation à la Coupe du monde 1970 au Mexique soldée par une élimination au premier tour, les Marocains entraînés par José Faria se qualifient à nouveau pour la Coupe du monde 1986, toujours au Mexique. Emmené par des joueurs comme Aziz Bouderbala, Merry Krimau, Mohamed Timoumi et Abdelmajid Dolmy, le Maroc devient le premier pays africain à passer le premier tour d'une Coupe du monde, après 2 matches nuls 0-0 contre l'Angleterre et la Pologne et une victoire 3-1 contre le Portugal. En huitième de finale, l’équipe du Maroc perd de justesse (0-1) contre la RFA par un but à la 89e minute de Lothar Matthäus.
Deux ans plus tard, le Maroc se présente à la Coupe d'Afrique 1988 comme un pays hôte aux attentes élevées. Il est éliminé en demi-finale par le Cameroun et finit à la quatrième place après avoir perdu le match de consolation contre l'Algérie (1-1 après prolongation et 4-3 après les tirs au but). Juste après la compétition, Abdelmajid Dolmy prend sa retraite internationale.

### Après-carrière
Le 15 octobre 1992, avant le match du Raja contre le FUS (victoire 1-0, succès de Oustad), l’Organisation des Nations unies pour l'éducation, la science et la culture (UNESCO) décerne à Abdelmajid Dolmy le “prix du fair-play”, pour récompenser un “joueur dont la moralité et la courtoisie exemplaires le font unanimement considérer par ses partenaires ou adversaires comme un ambassadeur de football”, Dolmy compte à son actif plus de 750 matchs et aucun carton rouge.
En août 2009, il est désigné pour occuper le poste de conseiller technique au Raja CA, avec Salaheddine Bassir et Youssef Rossi. Le 23 décembre 2013 au Palais royal de Casablanca, il reçoit un Ouissam royal alors que le roi Mohamed VI accueille le Raja CA après qu'il a atteint la finale de la Coupe du monde des clubs 2013,.

### Décès
Abdelmajid Dolmy décède le 27 juillet 2017 à la suite d'un malaise cardiaque, alors qu'il ne souffrait d'après ses proches d'aucune maladie grave et s'apprêtait même à aller en pèlerinage.
Sa mort soudaine provoque une vive émotion au sein du large public. Plusieurs personnalités marocaines et étrangères expriment leur soutien à la famille Dolmy en se rappelant les vertus du joueur et sa personnalité effacé et serviable que tous ceux qui l'ont côtoyé en témoignent,.

## Historique
- 1971: première participation avec l'équipe du Maroc juniors
- 1973: première sélection avec l’équipe du Maroc
- 1974: victoire en Coupe du Trône avec le Raja CA
- 1975: première participation avec les Lions de l'Atlas et participation aux Jeux Méditerranéens en Algérie
- 1976: champion d’Afrique avec l’équipe du Maroc
- 1977: deuxième victoire en Coupe du Trône
- 1978: participation à la CAN au Ghana
- 1979: participation aux Jeux Méditerranéens en Yougoslavie
- 1982: troisième victoire en Coupe du Trône
- 1983: participation aux Jeux Méditerranéens à Casablanca
- 1986: participation à la CAN en Égypte et à la Coupe du monde au Mexique
- 1987: transfert à l'Olympique de Casablanca
- 1988: participation à la CAN au Maroc
- 1990: retour au Raja Club Athletic
- 1991: fin de carrière

## Sélections en équipe nationale
| Caps | Date       | Match                   | Lieu        | Score        | Compétition         | But |
| 1    | 17/02/1973 | Maroc – Sénégal         | Fès         | 3 - 1        | Amical              | --  |
| X    | 23/02/1975 | Maroc - Libye           | Casablanca  | 2 - 1        | Elim. JO 1976       | --  |
| X    | 14/03/1975 | Libye - Maroc           | Benghazi    | 0 - 1        | Elim. JO 1976       | --  |
| 2    | 22/03/1975 | Maroc – Sénégal         | Fès         | 4 - 0        | Elim. CAN 1976      | --  |
| 3    | 14/03/1975 | Sénégal - Maroc         | Kaolack     | 2 - 1        | Elim. CAN 1976      | --  |
| 4    | 01/03/1976 | Soudan - Maroc          | Dire Dawa   | 2 - 2        | CAN 1976            | --  |
| 5    | 04/03/1976 | Zaire - Maroc           | Dire Dawa   | 0 - 1        | CAN 1976            | --  |
| 6    | 06/03/1976 | Nigeria - Maroc         | Dire Dawa   | 1 - 3        | CAN 1976            | --  |
| 7    | 09/03/1976 | Egypte - Maroc          | Addis Abeba | 1 - 2        | 2°Tour CAN 1976     | --  |
| 8    | 11/03/1976 | Nigeria - Maroc         | Addis Abeba | 1 - 2        | 2°Tour CAN 1976     | --  |
| 9    | 14/03/1976 | Guinée - Maroc          | Addis Abeba | 1 - 1        | 2°Tour CAN 1976     | --  |
| 10   | 26/02/1978 | Maroc – URSS            | Marrakech   | 2 - 3        | Amical              | --  |
| 11   | 06/03/1978 | Tunisie - Maroc         | Kumasi      | 1 - 1        | CAN 1978            | --  |
| 12   | 11/03/1978 | nigeria - Maroc         | Kumasi      | 3 - 0        | CAN 1978            | --  |
| 13   | 18/02/1979 | Mauritanie - Maroc      | Nouakchott  | 2 - 2        | Elim. CAN 1980      | --  |
| 14   | 08/04/1979 | Maroc - Mauritanie      | Casablanca  | 4 - 1        | Elim. CAN 1980      | --  |
| X    | 15/04/1979 | Maroc - Sénégal         | Casablanca  | 1 - 0        | Elim. JO 1980       | --  |
| 15   | 24/06/1979 | Maroc - Togo            | Mohammedia  | 7 - 0        | Elim. CAN 1980      | --  |
| 16   | 16/07/1979 | Togo - Maroc            | Lomé        | 2 - 1        | Elim. CAN 1980      | --  |
| X    | 21/09/1979 | Grèce - Maroc           | Zadar       | 1 - 1        | J.M 1979            | 1x  |
| 17   | 23/09/1979 | Egypte - Maroc          | Zadar       | 0 - 0        | J.M 1979            | --  |
| X    | 25/09/1979 | Yougoslavie - Maroc     | Zadar       | 2 - 1        | J.M 1979            | --  |
| X    | 09/12/1979 | Maroc - Algérie         | Casablanca  | 1 - 5        | Elim. JO 1980       | --  |
| 18   | 16/11/1980 | Maroc - Zambie          | Fès         | 2 - 0        | Elim. CM 1982       | --  |
| 19   | 15/02/1981 | Maroc – Syrie           | Fès         | 3 - 0        | Amical              | --  |
| 20   | 08/03/1981 | Maroc - Irak            | Fès         | 1 - 1        | Amical              | --  |
| 21   | 22/03/1981 | Maroc - Liberia         | Fès         | 3 - 1        | Elim. CM 1982       | --  |
| 22   | 04/04/1981 | Liberia - Maroc         | Monrovia    | 0 - 5        | Elim. CAN 1982      | --  |
| 23   | 26/04/1981 | Maroc - Egypte          | Casablanca  | 1 - 0        | Elim. CM 1982       | --  |
| 24   | 08/05/1981 | Egypte - Maroc          | Le Caire    | 0 - 0        | Elim. CM 1982       | --  |
| 25   | 16/08/1981 | Maroc - Zambie          | Fès         | 2 - 1        | Elim. CAN 1982      | --  |
| 26   | 30/08/1981 | Zambie - Maroc          | Lusaka      | 2 - 0        | Elim. CAN 1982      | --  |
| 27   | 01/11/1981 | Sénégal - Maroc         | Dakar       | 2 - 0        | Amical              | --  |
| 28   | 15/11/1981 | Maroc - Cameroun        | Kénitra     | 0 - 2        | Elim. CM 1982       | --  |
| 29   | 03/10/1982 | Arabie Saoudite - Maroc | Ryad        | 2 - 1        | Amical              | --  |
| 30   | 23/03/1983 | Tunisie – Maroc         | Sousse      | 1 - 0        | Amical              | --  |
| 31   | 10/04/1983 | Maroc - Mali            | Casablanca  | 4 - 0        | Elim. CAN 1984      | --  |
| 32   | 24/04/1983 | Mali - Maroc            | Bamako      | 2 - 0        | Elim. CAN 1984      | --  |
| 33   | 14/08/1983 | Nigeria - Maroc         | Benin City  | 0 - 0        | Elim. CAN 1984      | --  |
| 34   | 04/02/1984 | Maroc - Bulgarie        | Casablanca  | 1 - 1        | Amical              | --  |
| X    | 11/02/1984 | Nigeria - Maroc         | Nigeria     | 0 - 0        | Elim. JO 1984       | --  |
| X    | 26/02/1984 | Maroc - Nigeria         | Maroc       | 0 - 0(4 - 3) | Elim. JO 1984       | --  |
| 35   | 30/06/1984 | Sierra Leone - Maroc    | Freetown    | 0 - 1        | Elim. CM 1986       | --  |
| 36   | 15/07/1984 | Maroc - Sierra Leone    | Rabat       | 4 - 0        | Elim. CM 1986       | --  |
| X    | 30/07/1984 | RFA – Maroc             | Palo Alto   | 2 - 0        | JO 1984             | --  |
| X    | 01/08/1984 | Arabie Saoudite - Maroc | Pasadena    | 0 - 1        | JO 1984             | --  |
| X    | 03/08/1984 | Brésil - Maroc          | Pasadena    | 2 - 0        | JO 1984             | --  |
| 37   | 31/01/1985 | Inde - Maroc            | Ernakulam   | 0 - 1        | Coupe NEHRU         | --  |
| 38   | 02/02/1985 | URSS - Maroc            | Kochi       | 1 - 0        | Coupe NEHRU         | --  |
| 39   | 21/04/1985 | Malawi - Maroc          | Blantyre    | 0 - 0        | Elim. CM 1986       | --  |
| 40   | 12/07/1985 | Egypte - Maroc          | Le Caire    | 0 - 0        | Elim. CM 1986       | --  |
| 41   | 28/07/1985 | Maroc - Egypte          | Casablanca  | 2 - 0        | Elim. CM 1986       | --  |
| 42   | 25/08/1985 | Maroc - Zaire           | Maroc       | 1 - 0        | Elim. CAN 1986      | --  |
| 43   | 06/09/1985 | Zaire – Maroc           | Kinshasa    | 0 - 0        | Elim. CAN 1986      | --  |
| 44   | 06/10/1985 | Maroc - Libye           | Rabat       | 3 - 0        | Elim. CM 1986       | --  |
| 45   | 18/10/1985 | Libye - Maroc           | Benghazi    | 1 - 0        | Elim. CM 1986       | --  |
| X    | 29/01/1986 | Espagne B - Maroc       | Malaga      | 3 - 0        | Amical              | --  |
| 46   | 19/02/1986 | Maroc – Bulgarie        | Rabat       | 0 - 0        | Amical              | --  |
| 47   | 08/03/1986 | Algérie - Maroc         | Alexandrie  | 0 - 0        | CAN 1986            | --  |
| 48   | 11/03/1986 | Cameroun - Maroc        | Alexandrie  | 1 - 1        | CAN 1986            | --  |
| 49   | 14/03/1986 | Zambie - Maroc          | Alexandrie  | 0 - 1        | CAN 1986            | --  |
| 50   | 17/03/1986 | Egypte - Maroc          | Le Caire    | 1 - 0        | ½ finale CAN 1986   | --  |
| 51   | 23/04/1986 | Irlande du Nord - Maroc | Belfast     | 2 - 1        | Amical              | --  |
| 52   | 02/06/1986 | Pologne - Maroc         | Monterrey   | 0 - 0        | C.M 1986            | --  |
| 53   | 06/06/1986 | Angleterre - Maroc      | Monterrey   | 0 - 0        | C.M 1986            | --  |
| 54   | 11/06/1986 | Portugal - Maroc        | Guadalajara | 1 - 3        | C.M 1986            | --  |
| 55   | 17/06/1986 | RFA - Maroc             | Monterrey   | 1 - 0        | 1/8 Finale C.M 1986 | --  |
| 56   | 09/06/1987 | Australie - Maroc       | Kangnung    | 1 - 0        | President Cup       | --  |
| X    | 19/09/1987 | Algérie B - Maroc       | Lattaquié   | 1 - 2        | JM 1987             | --  |
| X    | 15/11/1987 | Maroc - Côte d’ivoire   | Casablanca  | 2 - 1        | Elim. JO 1988       | --  |
| X    | 17/01/1988 | Tunisie – Maroc         | Tunis       | 1 - 0        | Elim. JO 1988       | --  |
| X    | 30/01/1988 | Maroc - Tunisie         | Rabat       | 2 - 2        | Elim. JO 1988       | --  |
| 57   | 02/02/1988 | Autriche - Maroc        | Monaco      | 1 - 3        | Tournoi             | --  |
| 58   | 05/02/1988 | France - Maroc          | Monaco      | 1 - 0        | Tournoi             | --  |
| 59   | 23/03/1988 | Cameroun - Maroc        | Casablanca  | 1 - 0        | ½ finale CAN 1986   | --  |
| 60   | 26/03/1988 | Maroc - Algérie         | Casablanca  | 1 - 1(4 - 5) | Classement CAN 1988 | --  |
| ---- | ---------- | ----------------------- | ----------- | ------------ | ------------------- | --- |

## Style de jeu
Commençant sa carrière au poste de défenseur latéral puis en tant que libéro malgré sa petite taille (1,68 m), il se repositionne avec le temps au milieu de terrain grâce à une grande aisance technique et un sens du positionnement très prononcé.
Orientant le jeu, sécurisant ses partenaires, assurant les couvertures et la récupération, jouant le rôle du « porteur d’eau », il permet à son équipe, quel que soit l’adversaire, de dominer le milieu de terrain en assurant la jonction entre la défense qu’il contribue à stabiliser et l’attaque qu’il alimente grâce à une excellente relance.

## Palmarès
Équipe du Maroc
- Coupe d'Afrique des nations (1)
  - Vainqueur en 1976.
  - 3e place en 1980.
- Coupe du monde:
  - 8ème en 1986.
- Jeux méditerranéens (1)
  - Médaille d'or en 1983.

 Raja Club Athletic:
- Coupe du Trône (3):
  - Vainqueur: 1974, 1977, 1982
  - Finaliste en 1983.

- Championnat du Maroc: 
  - Vice-champion: 1974 et 1986.

## Hommages
- Le 4 janvier 2021, l'arrondissement de la préfecture de Hay Hassani annonce qu'une avenue du quartier Nassim Islane a été renommé Avenue Abdelmajid Dolmy[31],[32].
- Le Stade Abdelmajid Dolmy situé à Derb Sultan porte son nom.